# Dombóvár
Dombóvár je město v župě Tolna v jižním Maďarsku, asi 40 km severně od Pécse. Má rozlohu 7 848 ha a žije zde 19 703 obyvatel (2011). Je správním střediskem stejnojmenného okresu.
Ve městě se nachází Lázně Gunaras, které jsou využívány k léčbám pohybového aparátu.

## Název
Název města je složen ze dvou částí. Dombó- odkazuje na původního vlastníka půdy v 13. století a koncovka -vár potom odkazuje na hrad, nejspíše pevnost, která zde vznikla pro ochranu přechodu řeky Kapos a která zde stála v dobách středověku.

## Historie
Již v římských dobách bylo místo známé pod názvem Pons Sociorum Mansuectina. Označovalo most přes dnešní řeku Kapos, který sloužil jako vojenské opevnění nedaleké vesnice (Alsóhetény). Nacházela se zde pevnost, která prožívala období své největší slávy v 15. století. Obec se rozvinula na ostrohu nad bažinatým údolím řeky Kapos, v místě, které bylo ideální pro její přechod.
Během ústupu Turků po druhém obléhání Vídně v roce 1683 nechal Ali Mustafa město vypálit. Pevnost s hliněnými valy byla rovněž srovnána se zemím. Jediné, co se dochovalo do 21. století, je jedna původní zeď. Nové osídlení vzniklo na pahorku Kakasdomb a později se odsud rozšiřovalo směrem na sever a na východ. V roce 1767, téměř sto let po odchodu Turků, žilo v obnoveném Dombóváru podle sčítání lidu celkem 112 rodin. Mapy prvního vojenského mapování zaznamenaly původní podobu obce včetně mostu a cesty přes řeku Kapos.
V revolučním roce 1848 obsadily město jednotky bána Josipa Jelačiće. V roce 1872 sem byla zavedena železnice z obce Zákány.  V následujících letech přibyly dráhy i z dalších směrů, např. do Veszprému v roce 1906. Původní bažinaté údolí řeky bylo vysušeno, čímž se uvolnila nová půda pro obdělávání, ale také pro výstavbu. Posloužila právě pro rozvoj železnic. Původní ostrov dnes připomíná název parku Sziget-erdo. Východně od původní obce vznikla nová zástavba s pravidelnou uliční sítí v první polovině 20. století.
Gyula Illyés, současný spisovatel a člen Maďarské akademie věd, navštěvoval v letech 1913 až 1914 gymnázium v Dombóváru. V obdobné době byly také do užívání předány městské lázně.
V roce 1934 byl vybudován místní římskokatolický kostel, jehož projekt připravil Fábián Gáspár. Až do druhé světové války zde byly značné majetky rodu Esterházyů, které poté byly znárodněny.
Roku 1946 byl k městu připojen Nový Dombóvár (maďarsky Újdombóvár). Postupně byl i stavebně propojen se zbytkem města. Do druhé světové války bylo město, ač z národnostního hlediska většinově maďarské, obklopeno převážně německými vesnicemi. Němci byli po válce vyhnáni.
V roce 1970 přešel zámek do majetku města. Dne 1. dubna téhož roku byl rovněž Dombóváru navrácen statut města. Ve stejnou dobu zde byl otevřen také kulturní dům, moderní hotel a několik škol. Přebudován byl také střed města, kde vznikla řada panelových domů. 

## Kultura
Ve městě se nachází muzeum Istvána Feketeho.

## Doprava
Město je významným železničním uzlem. Vede odsud několik železničních tratí; na západ do Kaposváru, na jih do Komló a Bátaszéku a na severovýchod do Budapešti. Město má velké hlavní nádraží, které doplňuje i budova výtopny a také budova muzea železeniční historie. Kromě toho zde existuje i druhé nádraží s názvem Dombóvár alsó (Dombóvár horní nádraží). 

## Pamětihodnosti
- Klášter Ábrahám
- synagoga

## Významné osobnosti
- Ján Golian (1906–1945), slovenský brigádní generál a československý generálplukovník (in memoriam)[2]
- Norbert Rózsa (* 1972), bývalý plavec, držitel tří olympijských medailí
- Gyula Aggházy (1850-1919), malíř
- László Szepessy (1880-1915), básník

## Partnerská města
- Höganäs, Švédsko
- Kernen im Remstal, Německo
- Ogulin, Chorvatsko
- Vir, Chorvatsko